# 24時間あたためますか?〜疾風怒涛コンビニ伝〜
『24時間あたためますか?〜疾風怒涛コンビニ伝〜』（にじゅうよじかんあたためますか しっぷうどとうコンビニでん）は、2008年3月15日の21:00 - 22:54（JST）に日本テレビ系で放送されたスペシャルドラマ。
サブタイトルは「24時間あたためますか?疾風怒涛コンビニ伝!再建・美食・恋愛・自殺と戦う店員48名…涙の真剣芝居!!」

## 概要
- 全4章のオムニバス式ストーリーで構成され、架空のコンビニエンスストア全国チェーン店を舞台に、各店舗で巻き起こる様々な人間模様を笑いと涙で描く。
- 吉本興業が製作に関与しており、主要キャストが当該所属芸人で占められている。普段は『エンタの神様』が放送されている時間帯のため、ほぼ『エンタの神様』に出演したことのある芸人である。

## キャスト

### 全編
- DJ TAKADA：山口智充（DonDokoDon）
- 「コンビーノ24」各店舗の店長：
  - 藤崎マーケット
  - エド・はるみ
  - 永井佑一郎
  - デッカチャン
  - ムーディ勝山
  - マキシマムパーパーサム
  - ふくろとじ
  - フルーツポンチ
  - キューティーブロンズ野崎
  - パンクブーブー

　　など
- コンビーノ24専務・紺野英雄：佐戸井けん太
- 六角慎司

### 第1章「新世界のコンビニ」
- 店長・及川正紀：トシ（タカアンドトシ）
- アルバイト・佐野：西川晃啓（レギュラー）
- アルバイト・土居：松本康太（レギュラー）
- 常連客の純子：奈美悦子
- チンピラの鬼頭：タカ（タカアンドトシ）
- ラグビーチームの監督：大木こだま（大木こだま・ひびき）
- 佐藤正宏
- 平田敦子
- 斉木しげる
- なかやまきんに君 ほか

### 第2章「美食家vsコンビニ」
- 遠藤忍：山里亮太（南海キャンディーズ）
- 遠藤の妻・恵子：戸田菜穂
- カメラマン：箕輪はるか（ハリセンボン）
- カメラマンのアシスタント：近藤春菜（ハリセンボン）
- 津田寛治
- 渡辺いっけい
- 田山涼成
- 城戸裕次
- 武内由紀子
- 川畑麻衣
- 雨坪春菜
- 谷桃子
- 城戸千夏 ほか

### 第3章「恋するコンビニ」
- 酒井正樹：藤森慎吾（オリエンタルラジオ）
- 常連客の美女・今泉正美：中村ゆり
- 堤雄大：中田敦彦（オリエンタルラジオ）
- 店長、DJ TAKADAの妻：鶴田真由
- 今泉の彼氏：川島明（麒麟）
- 酒井、堤の同級生：藤澤志帆
- Erina
- 小島あやめ
- 平井有伽 ほか

### 第4章「自殺名所のコンビニ」
- コンビーノ24富士樹海店店長・丸知広：河本準一（次長課長）
- 配達員・小柳：波岡一喜
- 客の女性・淳子：hitomi
- ドMの男：金剛地武志
- ドSの女：山崎静代（南海キャンディーズ）
- 平畠啓史（DonDokoDon） ほか

## スタッフ
- 脚本：金子茂樹
- 演出：七高剛（1.3）、薗田賢次（2）、杉本達（4）
- EDテーマ：FUNKY MONKEY BABYS「大丈夫だよ」
- 挿入歌：坂本九「上を向いて歩こう」
- オリジナル音楽：パッパラー河合
- 選曲：石井和之
- 音響効果：スポット
- 技術協力：バスク
- 美術協力：フジアール
- 編集・MA：ザ・チューブ、ワインド・アップ
- プロデュース：佐藤敦（日テレ）、片岡秀介（よしもとクリエイティブ・エージェンシー）、稲冨聡（よしもとクリエイティブ・エージェンシー）、前畑祥子（FAB）
- 協力プロデューサー：坂下哲也（日テレアックスオン）
- 企画：長谷川朝二
- 製作協力：ファブコミュニケーションズ
- 製作：日本テレビ放送網、吉本興業